# Musée de la Femme
Le Musée de la Femme est un musée de Longueuil (Québec), au Canada.

## Description
Inauguré le 29 août 2008, le Musée de la Femme est le premier du genre au Canada et le 8e au monde. Il propose une relecture de l'histoire du point de vue féminin et féministe. Les expositions portent sur l'action des femmes et les luttes pour l'amélioration de leurs conditions.